# 6659 Pietsch
6659 Pietsch eller 1992 YN är en asteroid i huvudbältet som upptäcktes den 24 december 1992 av den japanska astronomen Takeshi Urata vid Nihondaira-observatoriet. Den är uppkallad efter den tyske astronomen Wolfgang Pietsch.
Asteroiden har en diameter på ungefär 5 kilometer och den tillhör asteroidgruppen Vesta.